# Hendrum
Hendrum és una població dels Estats Units a l'estat de Minnesota. Segons el cens del 2000 tenia 315 habitants.

## Demografia
Segons el cens del 2000, Hendrum tenia 315 habitants, 120 habitatges, i 84 famílies. La densitat de població era de 434,4 habitants per km².
Dels 120 habitatges en un 37,5% hi vivien nens de menys de 18 anys, en un 57,5% hi vivien parelles casades, en un 7,5% dones solteres, i en un 30% no eren unitats familiars. En el 27,5% dels habitatges hi vivien persones soles el 15% de les quals corresponia a persones de 65 anys o més que vivien soles. El nombre mitjà de persones vivint en cada habitatge era de 2,63 i el nombre mitjà de persones que vivien en cada família era de 3,24.
Per edats la població es repartia de la següent manera: un 31,1% tenia menys de 18 anys, un 7,6% entre 18 i 24, un 29,2% entre 25 i 44, un 23,8% de 45 a 60 i un 8,3% 65 anys o més.
L'edat mediana era de 34 anys. Per cada 100 dones de 18 o més anys hi havia 99,1 homes.
La renda mediana per habitatge era de 35.000 $ i la renda mediana per família de 44.167 $. Els homes tenien una renda mediana de 32.000 $ mentre que les dones 21.458 $. La renda per capita de la població era de 14.530 $. Entorn del 6,3% de les famílies i el 9,7% de la població estaven per davall del llindar de pobresa.

## Poblacions més properes
El següent diagrama mostra les poblacions més properes.